# Organasm
Organasm è un album in studio del gruppo progressive metal australiano Alchemist, pubblicato nel 2000.

## Tracce
1. Austral Spectrum – 5:41
2. Evolution Trilogy, Part 1 - The Bio Approach – 4:58
3. Evolution Trilogy, Part 2 - Rampant Micro Life – 4:31
4. Evolution Trilogy, Part 3 - Warring Tribes - Eventual Demise – 5:14
5. Single Sided – 5:23
6. Surreality – 3:32
7. New Beginning – 4:59
8. Tide in, Mind Out – 5:30
9. Eclectic – 5:22
10. Escape from the Black Hole – 5:28